# Далай (село)
Дала́й — село в Иланском районе Красноярского края. Административный центр Далайского сельсовета.

## История
По данным 1926 года в деревне Далай имелось 177 хозяйств и проживало 822 человека (421 мужчина и 401 женщина). В национальном составе населения преобладали русские. Функционировали школа I ступени и лавка общества потребителей. В административном отношении являлась центром Далайского сельсовета Канского района Канского округа Сибирского края.

## Население
| 2010 |
| ---- |
| 476  |

Гендерный состав
По данным Всероссийской переписи населения 2010 года в гендерной структуре населения мужчины составляли 46 %, женщины — соответственно 54 %.
Национальный состав
Согласно результатам переписи 2002 года, в национальной структуре населения русские составляли 95 % из 541 чел.